# J. B. Salsberg
Joseph Baruch (J.B.) Salsberg (* 5. November 1902 in Ługów, Russisches Kaiserreich; † 8. Februar 1998 in Toronto, Ontario) war ein kanadischer Politiker. Er war bekannt für seine einflussreiche Rolle in der Gewerkschaftsbewegung in Ontario sowie seinen Aktivismus für die jüdische Gemeinde. Zwischen 1943 und 1955 war er Abgeordneter der Legislativversammlung von Ontario für den Wahlkreis St. Andrew.

## Leben und Karriere
Er und seine Familie wanderten 1913 nach Kanada aus und zogen nach Toronto. In Toronto arbeitete sein Vater als Hausierer. 1915 musste Salsberg die Schule verlassen, um die Familie durch die Arbeit in einer Lederfabrik zu unterstützen. Während er in der Fabrik arbeitete, besuchte er eine Abendschule, um Rabbiner zu werden. 1918 brach er sein Studium zum Rabbiner ab und wandte sich dem Säkularer Humanismus zu. Durch seine Arbeit in der Fabrik engagierte er sich in Gewerkschaften. Etwa zu dieser Zeit schloss sich Salsberg einer sozialistischen zionistischen Bewegung, Poale Zion, an. 1922 zog er nach New York City, um Generalsekretär der Poale Zion-Jugend in Nordamerika zu werden. Zwischen 1922 und 1924 schrieb er Zeitungsartikel und hielt öffentliche Reden für Poale Zion. Danach kehrte er nach Toronto zurück und arbeitete als Gewerkschaftsorganisator. 1925 heiratete Salsberg die Sozialarbeiterin Dora Wilensky. 1926 trat er der Kommunistische Partei Kanadas bei. 1932 wurde er der führende Gewerkschaftsorganisator der Workers Unity League in Südontario. Die Workers Unity League (Arbeitereinheitsbund) war von 1930 bis 1935 die offizielle Gewerkschaft der Kommunistischen Partei Kanadas. Er war auch Mitglied des United Jewish People's Order (Vereinigten Jüdischen Volksordens).
Bei der Kanadische Unterhauswahl 1935 kandidierte er im Wahlkreis Spadina, wo er hinter dem Gewinner Samuel Factor, dem ersten ins Unterhaus gewählten Juden, und Nathan Phillips, dem späteren Bürgermeister von Toronto, den dritten Platz belegte. 1937 wurde Salsberg als Stadtrat für das Viertel Kensington Market in den Toronto City Council gewählt. Er blieb bis 1939 im Stadtrat. In der Ontario Provinzwahl 1943 wurde Salsberg als Mitglied der Kommunistische Partei Kanadas (Ontario) in die Legislativversammlung von Ontario gewählt. Er wurde im Wahlkreis St. Andrew in der Innenstadt von Toronto gewählt und besiegte den Liberalen Amtsinhaber John Judah Glass. Er wurde bei den Provinzwahlen in Ontario von 1945, 1948 und 1951 wiedergewählt. Nach der Ontario Provinzwahl 1951 war Salsberg der einzige Kommunist in der Legislativversammlung von Ontario und ist bis heute der letzte Kommunist, der in diese gewählt wurde.
1944 schlug er ein Gesetz gegen Rassendiskriminierung vor. Das Gesetz wurde durch seine Erfahrungen mit Antisemitismus und die Beobachtung der Diskriminierung von Afrokanadier inspiriert. Das Gesetz diente als Grundlage für den Ontario Human Rights Code, der 1962 geschaffen wurde.
Salsberg erlangte den Ruf eines einflussreichen Politikers und guten Redners. Ontario Premierminister Leslie Frost soll Salsberg angeboten haben, ihn zum Minister zu machen, wenn er aus der Kommunistische Partei austreten und der Progressive Conservative Party of Ontario beitreten würde.
Bei der Provinzwahl in Ontario 1955 wurde Salsberg vom konservativen Kandidaten Allan Grossman besiegt. Später im selben Jahr kandidierte er bei einer Nachwahl für den Unterhaus Wahlkreis Spadina und belegte den dritten Platz. Anschließend eröffnete er eine Versicherungsgesellschaft.
In den Jahren 1955 und 1956 reiste Salsberg in die Sowjetunion. In diesen Jahren beschäftigte er sich zunehmend mit dem Antisemitismus in der Sowjetunion. Bereits 1939 hatte er das Problem mit dem Vorsitzenden der Kommunistischen Partei Kanadas, Tim Buck, besprochen. Während seiner Reise in die Sowjetunion im Jahr 1956 nahm er an einem Treffen der Führung der Kommunistischen Partei Kanadas mit Nikita Chruschtschow teil. Während dieses Treffens diskutierte Salsberg über Antisemitismus, doch seine Bedenken wurden zurückgewiesen. Seine Besorgnis über Antisemitismus sowie der Ungarische Volksaufstand und Chruschtschows Rede „Über den Personenkult und seine Folgen“ veranlassten ihn 1957, aus der Kommunistische Partei auszutreten. Etwa zu dieser Zeit verließen viele andere Juden die Kommunistische Partei, und der United Jewish Peoples' Order (Vereinigte Jüdische Volksorden) beendete sein Bündnis mit der Partei.
In seinen späteren Jahren arbeitete er als Versicherungsverkäufer und setzte seinen Aktivismus für die jüdische Gemeinde fort. 1959 starb seine Frau Dora an Krebs. 1959 gründete Salsberg die New Fraternal Jewish Association (NFJA). Die NFJA bestand größtenteils aus jüdischen ehemalig Kommunisten, die sich für soziale Gerechtigkeit einsetzten. Salsberg engagierte sich außerdem in Kulturprogrammen zur Förderung der jiddischen Sprache und arbeitete als Journalist für die Canadian Jewish News. In seinen späteren Jahren reiste er auch viele Male nach Israel und traf 1970 David Ben-Gurion. Salsberg starb am 8. Februar 1998 in Toronto.